# Хоругва

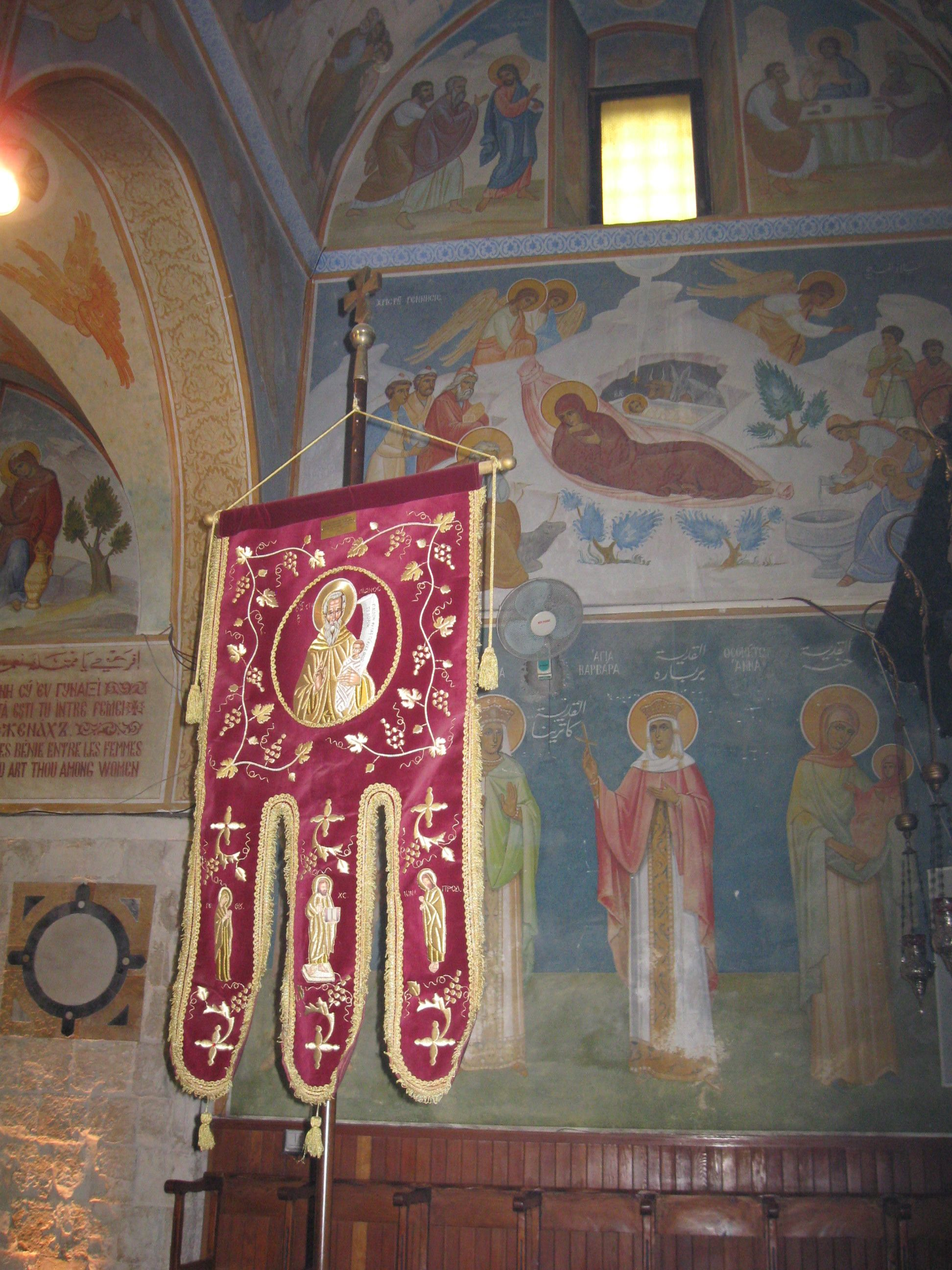
Хоругва з вишитою іконою святого (церква Св. Гавриїла, Назарет)

Хоругва́, також корогва́ (церк.-слов. хорȣгвь, староцерк.-слов. хорѫгва, хорѫгъвь, хорѫгы) — релігійне знамено, яке літургійно використовується в християнських церквах під час церковних святкувань та богослужінь. Аналог гонфалону.
Складається з ікони Христа, Богородиці чи святого, яка намальована або вишита на прямокутному шматку тканини та підшита бахромою по краях. Нижня частина тканини часто розділена на два або три поля, кожне з яких може закінчуватись китицею. Рідше, хоругви можуть бути виготовлені з металу або вирізані з дерева. Інколи церковні корогви виготовлялися з тонкої металевої бляхи, прикрашеної малюнком. Хоругва прироблена до поперечини, яка кріпиться горизонтально до довгої вертикальної палі — держака-корогвища. Вінчає хоругву, як правило, хрест.
Хоругви повинні переноситися у релігійній процесії — хресному ході. В інший час, як правило, зберігаються в храмі, біля вівтаря.

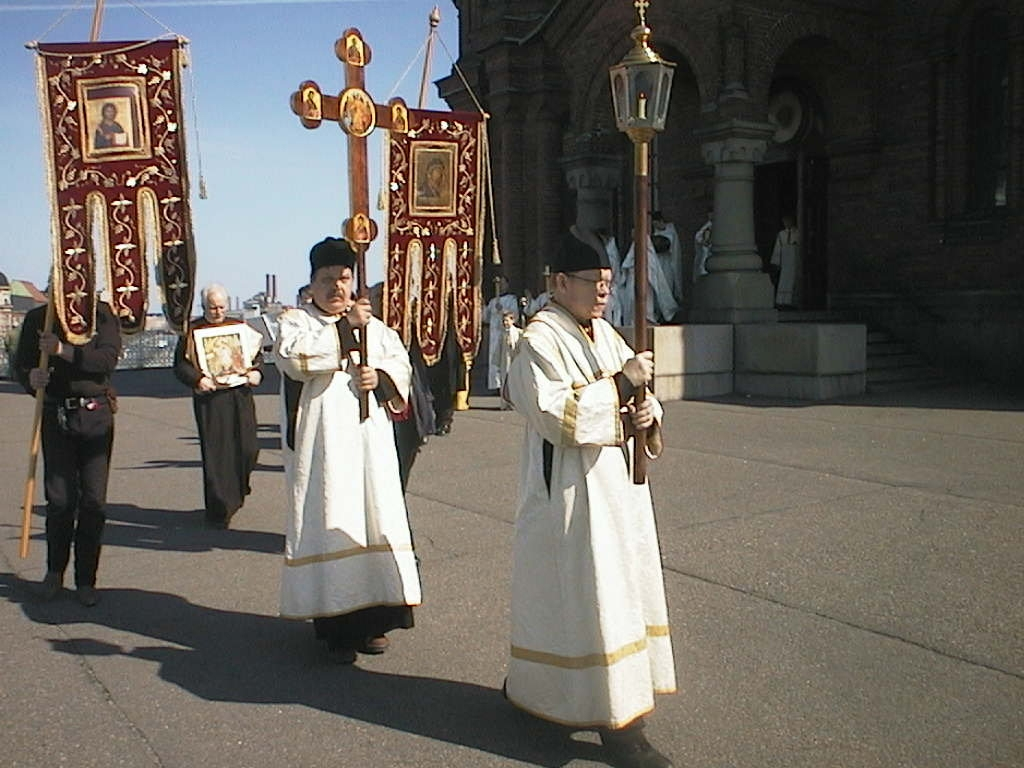
Хресна хода
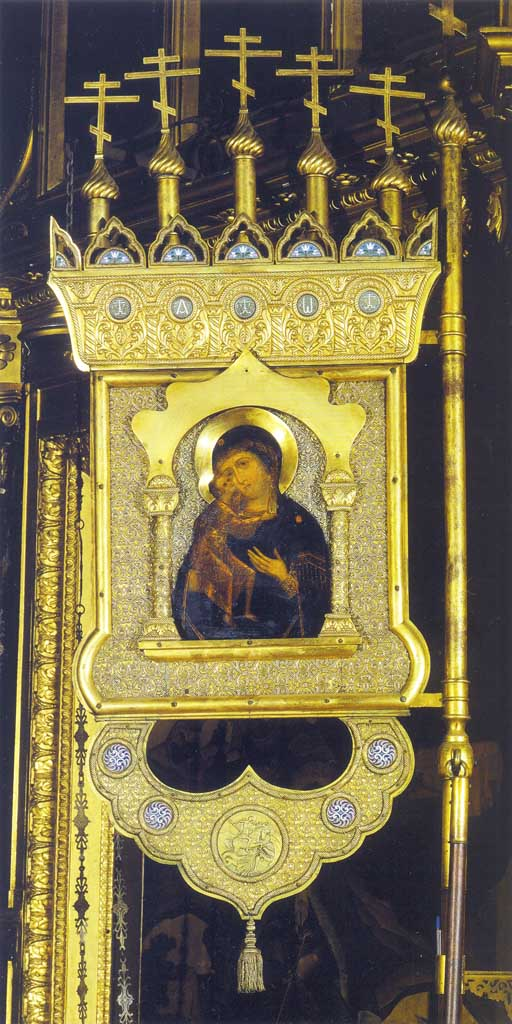
Металева хоругва
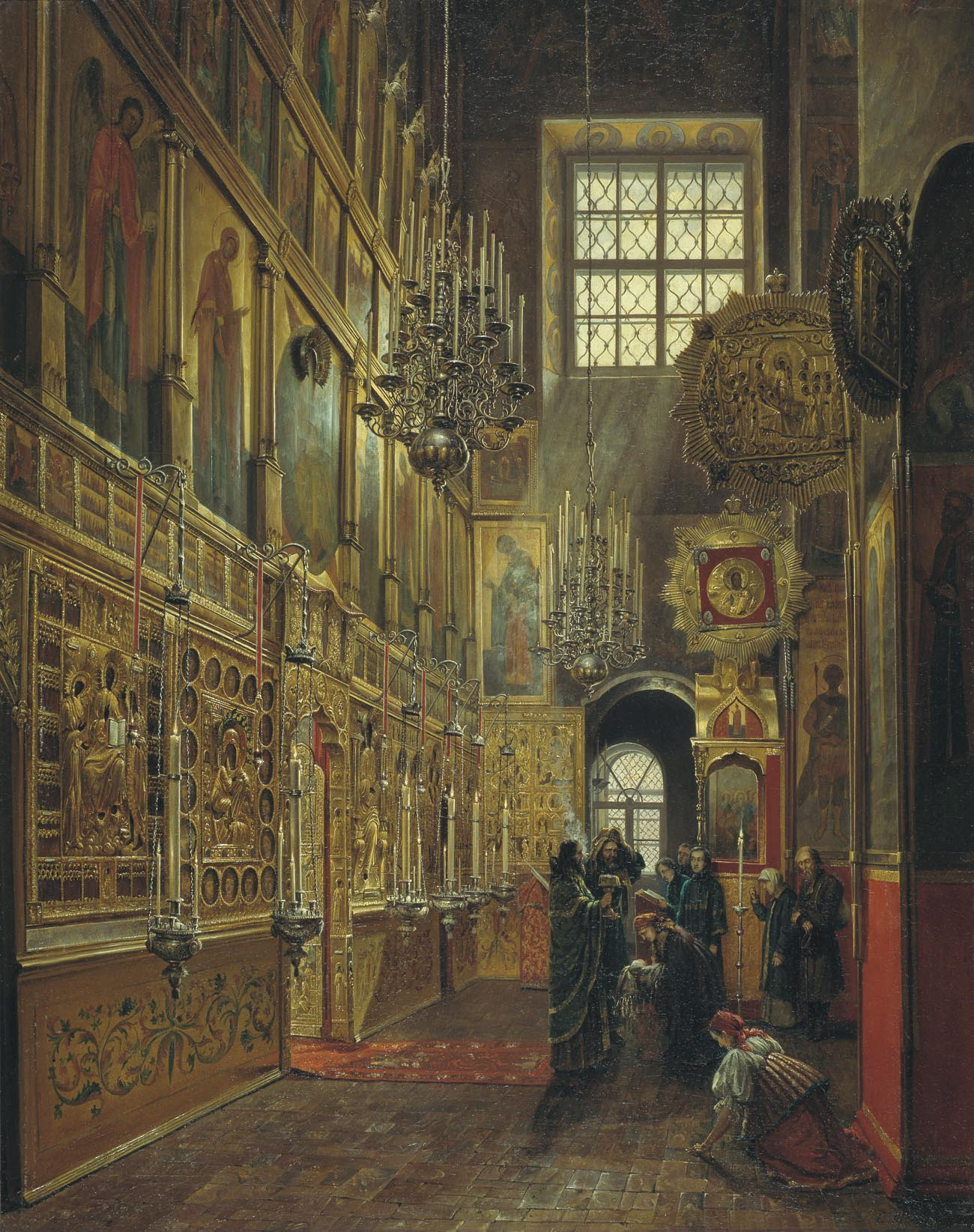
Зберігання хоругов
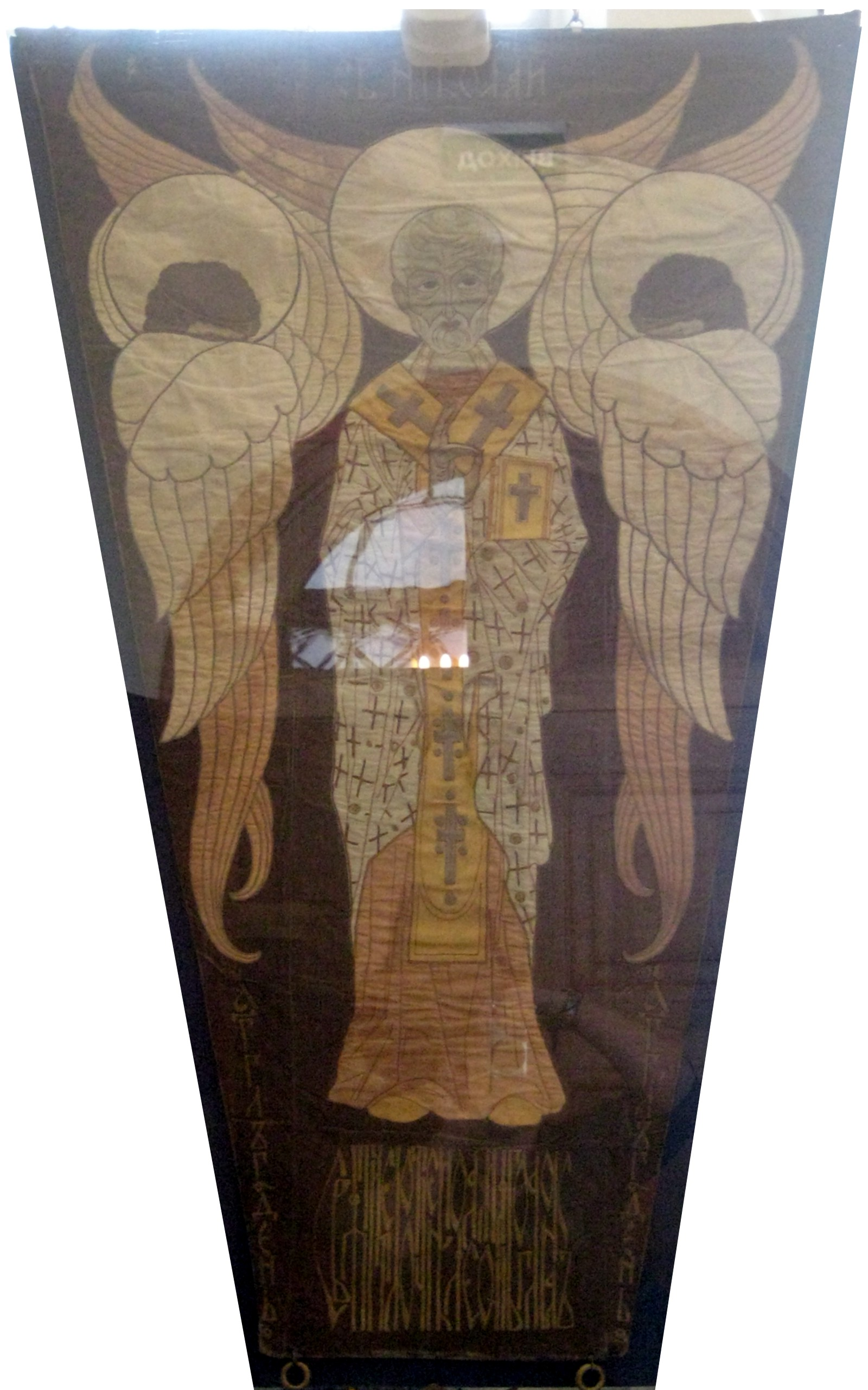
Вишита хоругва
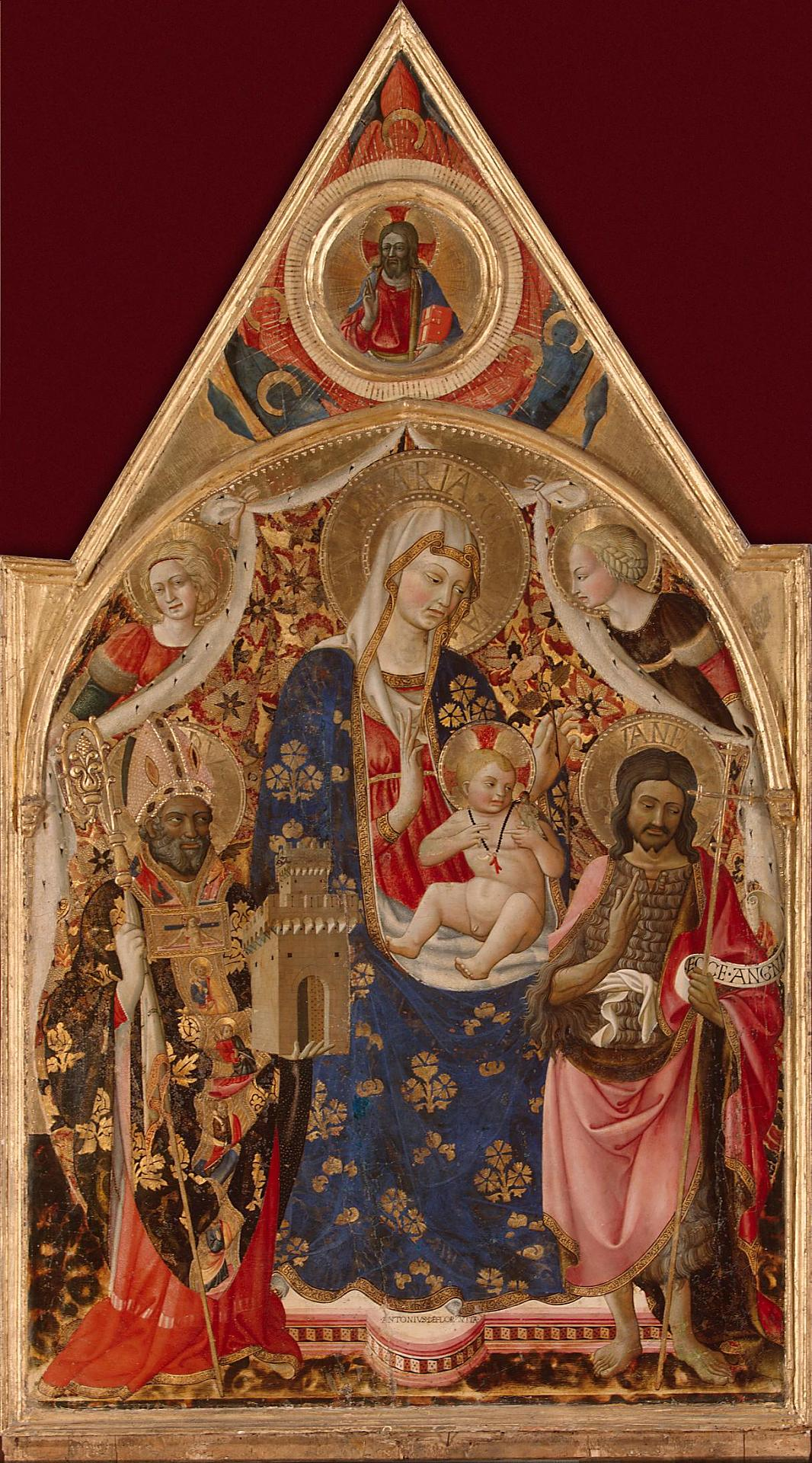
Католицька дерев'яна хоругва «Мадонна з Немовлям, святим єпископом, Іваном Хрестителем і ангелами». Ермітаж